# Balade choreïale
Balade choreïale est un roman d'Ayerdhal paru en 1994 aux éditions J'ai lu.

## Résumé
L'histoire se passe sur la planète Azir, récemment découverte par les humains, et commence au moment où les Aziris s'apprêtent à recevoir les envoyés du Conseil Fédéral. La narration oscille entre des Aziris et des humains : Nerbrume, une femme chef de clan aziri, et Méline, ambassadrice de la Terre, vont tenter de trouver le moyen de faire coexister humains et Aziris. Cela ne s'annonce pas facile, tant le fait que toute colonisation entraîne des risques de perte d'identité du colonisé...